# Idealcombi
Idealcombi A/S er en dansk familieejet vindues-producent, der producerer vinduer og døre i Hurup, Thy. Udover at levere vinduer og døre til det danske marked eksporterer Idealcombi også vinduer og døre til Storbritannien, Irland, Norge og Island.

## Historie
I 1973 startede Henning og Bent Søgaard produktionen af vinduer i deres forældres lade. I dag har sønnerne Mikael og Martin Søgaard overtaget styringen af Idealcombi, som nu er den største vindues-fabrik i Danmark, beliggende i Hurup Thy.

## Tidslinie
- 1973 - Bent og Henning Søgaard starter produktion af vinduer forældrenes lade i Ørum, Thy.
- 1981 - Aktieselskabet Ideal Vinduet dannes og har nu 20 medarbejdere.
- 1984 - Åbning af ny 3500 m² fabrik i Hurup, Thy.
- 1988 - Første Træ/Alu karm/ramme-vindue ved navn CombiFrame vinduet - Resultat af et samarbejde med KPK Døre og Vinduer i aktieselskabet CombiFrame A/S.
- 1998 - Introducerede som de første i Danmark fingerskarret træ til vinduer, hvor knaster blev fjernet.
- 2002 - Ideal Vinduet A/S og CombiFrame A/S fusionerer og bliver til Idealcombi A/S.
- 2004 - Samlet produktions areal er nået 56.000 m² på fabrikken i Hurup, Thy.
- 2005 - Idealcombi introducerer som de første Varm Kant som en standard i alle vinduer og døre.
- 2008 - Færdiggørelsen af yderligere 17.000 m² fabrikshal og nyt produktionsanlæg.
- 2010 - Udvikling af en helt ny type vinduer, Idealcombi Futura+, med en kombination af Aluminium, PUR(opskummet polyurethan) og træ.
- 2014 - Lancering af den indadgående version af Futura+, Futura+i, som består af Aluminium, PUR og Aluminium.
- 2015 - Lancering af anden generation kompositvinduerne Nation IC og Frame IC.